# Philicus griseipennis
Philicus griseipennis là một loài bọ cánh cứng trong họ Cerambycidae.